# Fingerprints
Fingerprints — инструментальный альбом британского рок -музыканта Питера Фрэмптона, вышедший 12 сентября 2006 года на лейбле A&M. Продюсером был сам Питер Фрэмптон и Chris Kimsey, Frankie D’Augusta, Bob Mayo. Альбом получил премию «Грэмми» за лучший современный инструментальный альбом (2007).

## Об альбоме
Альбом стал первым в карьере певца инструментальным диском, и по его словам «это альбом, который я мечтал сделать всю жизнь». 
В записи альбома принимали участие британские ветераны, звёзды рока и джаза, саксофонист Кортни Пайн, гитарист Хэнк Мэрвин и Брайан Беннетт (оба из группы Shadows), два участника легендарной группы Rolling Stones гитарист Билл Уаймен и ударник Чарли Уоттс, что привело к разнообразию стилей, включая такие как рок, блюз, латин, R&B, хард-рок, фанк, джаз. Fingerprints вышел в сентябре 2006 года и дебютировал в американском чарте Billboard 200 лишь на позиции № 129, но смог получить премию Грэмми.

## Награды и номинации

### Победа
- Премия «Грэмми» за лучший современный инструментальный альбом (2007)

### Номинации
- Премия «Грэмми» за лучшее инструментальное рок-исполнение (2007, номинация), кавер песни «Black Hole Sun»

## Список композиций
1. «Boot It Up» (при участии Courtney Pine) — 3:27
2. «Ida y Vuelta (Out and Back)» (вместе с Stanley Sheldon) — 3:23
3. «Black Hole Sun» (при участии Мэтта Кэмерона и Майка Маккриди) — 5:25
4. «Float» (при участии Gordon Kennedy) — 4:03
5. «My Cup of Tea» (при участии Хэнк Марвин и Брайан Беннетт) — 4:52
6. «Shewango Way» — 3:19
7. «Blooze» (при участии Уоррена Хейнза) — 5:14
8. «Cornerstones» (при участии Чарли Уоттса и Билла Уаймена) — 3:13
9. «Grab a Chicken (Put It Back)» — 3:53
10. «Double Nickels» (при участии Paul Franklin) — 3:48
11. «Smoky» — 4:51
12. «Blowin' Smoke» (при участии Мэтта Кэмерона и Майка МакКрэди) — 3:47
13. «Oh When…» — 1:19
14. «Souvenirs de Nos Pères (Memories of Our Fathers)» (при участии John Jorgenson) — 4:56[1]

## Позиции в чартах

### Еженедельные чарты (альбом)
| Год  | Чарт                     | Позиция |
| ---- | ------------------------ | ------- |
| 2006 | США Billboard Pop Albums | 129     |